# 闘神都市
『闘神都市』（とうしんとし）は、アリスソフトから発売されたアダルトゲーム、およびそのシリーズ作品。
本項目では、本作のシリーズ作品や関連作品についても併せて記述する。記述については、ニンテンドー3DS版の特記がない場合、PC版によるものとする。

## 解説
年に一度、闘神都市で開催される武術大会「闘神大会」に出場し優勝を目指すというコンピュータRPG。『闘神都市』（以降『I』）、『闘神都市II』（以降『II』）、『闘神都市III』が発表されている。アリスソフトブランドの代表作の一つである。『II』には後日談を描いたデジタルノベル『闘神都市II そしてそれから…』がある。
世界設定は、同じアリスソフトブランドの『ランス』シリーズと共通である。ただし、『I』以外は設定のみを流用したパラレルワールドであり、各作品間にもストーリー上のつながりはない。
なお、『I』『II』は後に「配布フリー宣言」の対象作品となり、インターネットなどを通しての配布が許可されている。
2014年1月30日には『II』をベースにしたニンテンドー3DS用ソフト『闘神都市』（以降『3DS版』）がイメージエポックにより開発・発売された。
2016年3月29日には『III』をベースにしたDMM専用のオンラインゲーム『新訳闘神都市〜Girls Tamer〜』のサービス提供が開始されたが、ゲームバランスなどシステムが不評だったため、わずか半年足らずの2016年9月7日にサービス終了となった。
また、小説版や漫画版、アニメなどが発売されている（後述）。

## ゲームシステム
本作はダンジョンと街を行き来してストーリーを進めるRPG。ダンジョン内の様々な仕掛けは、一度街へ戻らないとクリアできないものが多くある。
闘神大会はトーナメント形式で、1対1で戦う。死亡または戦闘不能にさせた場合、もしくは相手が降参した場合に勝利となる。
出場する選手は、見目麗しい女性をパートナーとして登録しなければならない。女性が参加する場合は、自分自身をパートナー扱いにしてもよい。
試合に勝った場合、賞金と賞品が贈られる。また、対戦者のパートナーの女性を1日自由にする権利を得る。さらに、優勝者には闘神（『I』では将軍）の称号が贈られ、闘神の館で暮らすことができる。

## 闘神都市（PC版）
『闘神都市』は、1990年12月15日にPC-9801用ソフトとして発売されたアダルトゲームであり、シリーズ第1作に当たる。
『闘神都市』の移植版としてX68000、MSX2、FM-TOWNS版がそれぞれ発売された。このうちMSX2版は、オートマッピング機能とBGMがカットされており、インターレス機能で他機種版の400ラインのCGを表現している。この他、Windows 95版が『ALICEの館4・5・6』（1997年12月18日発売）に収録されている。また、一般向けとして『闘神都市υ（ユプシロン）』の開発が進められていたが、この計画は没になった。ただし、『ALICEの館3』の「ゲームの墓場」にCGが収録されている。また、『υ』はのちに『 Rance IV -教団の遺産-』のベースとなった。
ランスシリーズと同一世界の話であり時系列的にはランス10の後となる。

### ストーリー
主人公・カスタムは、ある日グリーンハニーというモンスターに襲われているクミコという女性を助ける。5年前に闘神大会に出場してから行方が分からなくなった父親の手掛かりを探しているというクミコはカスタムの腕を買い、自分をパートナーにして闘神大会に出場してくれと依頼する。元々大会への参加を希望していたカスタムは了承し、クミコとともに闘神都市へ向かう。
受付を済ませた後、カスタムは参加権である「勇者の紋章」を得るために、世界各地からモンスターが集められた「試練迷宮」と呼ばれる場所に向かう。
そして、カスタムは一回戦の相手・ドギと対峙する。ドギを倒した後、ラグナスターと戦う。

### 開発
『I』は、没となった企画の代案を基にして開発されたため、後続の作品とは異なりコミカルな作風に仕上げられた一方、開発期間の短さゆえに導入が見送られた要素も存在する。
開発初期は、技術上の制約から『ローグ』のようにマップを外字フォントだけで表現し、迷宮の探索に合わせて全体図が描画される方式が予定されていた。だが、社内のプログラマーの反対を受け、キャラクターをマップで動かす方式が取り入れられた。スタッフの一人であるTADAは当時の様子について、「『これでもう、ちゃんとしたRPGが作れる』って、すごく嬉しかったですね（笑）。そういう転機になったことからも、『闘神都市』は自分たちにとっても、『やっとできたRPG』として印象深いです。（中略）できることが少ないなかで頑張ろうとしたから、新しいこと、変わったことができたんだと思います。」と、電ファミニコゲーマーとのインタビューの中で振り返っている。

### 反響 (I)
TADAは前述のインタビューの中で、本作の発売によりブランドが市場で認知されていると実感できたと述べており、ブランドにとってのターニングポイントになったと述べている。また、本作がきっかけで美少女ゲーム業界に就職する者もいた。
アダルトゲームブランド・オレンジハウスに所属していたシナリオライターH・MIYABIは、雑誌『美少女ゲーム最前線パート5』内のインタビューの中で、本作の完成度を評価している。

## 闘神都市II
シリーズ第2作目である『闘神都市II』は、 1994年12月10日にPC-9801用ソフトとして発売され、翌年の1995年12月8日には、後日談に当たるPC9801/Windows 3.1/95向けビジュアルノベル『闘神都市II そしてそれから…』が発売された。
また、1997年6月20日にはWindows 95版が発売されたほか、同年7月から12月にはOVAがピンクパイナップルから発売されている。さらに、2014年1月には同作のリメイク版に当たるニンテンドー3DS版『闘神都市』が発売された。

## 闘神都市III
『闘神都市III』は、2008年11月28日に発売されたWindows XP/Vista用アダルトゲームであり、シリーズ第3作である。
ダンジョン・戦闘が基本的に全て3Dで表現されている。ただし、闘神大会で戦う相手や一部のボスキャラクターは一枚絵で表現されている。
戦闘はターン制であった『I』『II』とは異なり、リアルタイムで進行する。武器は固定で、そこに能力がアップするアイテムをスロットに「付与」することで強くなっていく。スロットは方眼紙のようなマス目で、そこにアイテムを乗せていく。物語が進むと、あるアイテムを用いてスロットを拡張することが可能。また、主人公は基本的に魔法を使えないため、「マポ」と呼ばれるアイテムを武器に付与することで魔法が使えるようになる。
発売前の2008年10月3日から11月3日の間、Leafの『君が呼ぶ、メギドの丘で』と合同予約キャンペーンを行っていた。
2025年2月6日にオンゲキ bright MEMORYにOP曲「get the regret over」が収録された。

### ストーリー (III)
とある田舎の村で生まれ育った少年ナクト・ラグナードは、5年前の闘神大会に参加し「優勝したので帰る」という手紙を最後に音信不通となった父親を捜して、闘神都市にやって来る。そして、父の消息を掴めないナクトは、後を追ってやって来た幼なじみの羽純をパートナーに闘神大会に出場する。
実力的には他の出場者に劣るナクトだが、ボーダーら他の出場者に助けられ、羽純の付与能力によって力をつけながら、優勝を目指して修行を積んでゆく。

### スタッフ
- 原画：むつみまさと、MIN-NARAKEN、織音
- シナリオ：ふみゃ、イマーム

### 主題歌 (III)
オープニング「get the regret over」
作詞：ふみゃ / 作曲・編曲：Shade / 歌：片霧烈火
アレンジ「Sword of colors」
作詞：水川月依 / 作曲・編曲：Shade / 歌：相良心

### 反響

#### 売り上げ・人気投票
| 部門名       | Getchu.com |
| ------------ | ---------- |
| 総合         | 15位       |
| シナリオ     | 7位        |
| グラフィック | 3位        |
| ボーカル     | 3位        |
| 音楽         | 3位        |
| システム     | 3位        |
| ムービー     | 4位        |
| ボイス       | 圏外       |
| ネーミング   | 圏外       |

『III』は、発売月であるGetchu.comの2008年11月分の売り上げランキングにて首位を獲得し、翌月にあたる2008年12月の時点の同ランキングにおいても10位にとどまっていた。
Getchu.comの美少女ゲーム大賞における、キャラクター部門以外の結果は右図の通りである。なお、同時点におけるGetchu.comの美少女ゲーム大賞では純愛主体のSide Whiteと、凌辱など暴力的な描写を主体とするSide Blackのサブカテゴリに分かれていたため、特記がない限りはすべてSide Blackカテゴリでのランクインである。
また、キャラクター部門へのランクインはなかったものの、投票者からはキャラクターを評価する声があった。

#### 評価（III）
IGNの歐陽宇亮は『III』を2008年のベストゲームに選定している。

## 登場キャラクター

### シリーズ共通のキャラクター
いずれも基本設定のみ共通で、同一人物ではない。
シュリ・セイハジュウ・ナガサキ
闘神大会の受付嬢で、『I』『II』『III』共に登場。『I』では「闘神ダイジェスト」の解説者も務める。『零式』にも同名の人物が登場している。
クリちゃん
『I』『II』『III』共に登場。魔法ビジョンの番組「闘神ダイジェスト」の司会者。元気な女の子だが、無駄話が多い。
切り裂き君
『II』『III』共に登場。「闘神ダイジェスト」の解説者。相棒であるクリちゃんのノリの軽さに呆れている。
魔女アトランタ
魔人レキシントンの使徒で、美女を鏡の中に閉じ込める趣味がある。ランスシリーズにも登場する。
ボーダー・ガロア
『II』『III』に登場する筋骨隆々とした巨漢の闘神大会出場者で、恋人のレイチェル・ママレーラをパートナーとして登録している。実力者だが、何度出場しても優勝できずにいる。強面だが人柄が良く、何かと主人公の相談に乗ってくれる。基本的に主人公を『ぼうず』と呼ぶが、男として認めた後は名前で呼ぶようになる。
ドギ・マギ
『I』『III』に登場。闘神大会出場者の一人。腕力だけで全てを解決しようとする典型的な乱暴者。いずれも主人公の一回戦の相手として登場する。
マニ・フォルテ
『I』『III』に登場。ドギのパートナー。『III』においては、元々は裕福な家の普通の少女だったがドギに目をつけられ、暴力的に拉致されて連れ回された挙げ句パートナーにされた。ナクトと羽純に何度か助けられているうちに二人と親しくなり、ナクトに好意を寄せるようになる。だが、のちに闘神ボルトの慰み者となってしまう。

### I
カスタム（名前は変更可能）
主人公で、田舎に住む一介の戦士。通りすがりのクミコを助け、彼女をパートナーとして闘神大会に出場する。
クミコ
闘神大会に出場したまま行方不明の父親を探しに、闘神大会への出場を目指す少女。
アレキサンダー
今作での闘神で、その座を5年から6年間守り続けている。その正体はクミコの父親であり、終盤に仲間（NPC）になる。
世界観を同じくするランスシリーズではランス・クエストに若き日のアレキサンダーと思しき同名キャラクターが登場しており、将来、闘神になるかもしれないとして、その関係が示唆されている。同シリーズでは以降のいくつか作品にもしばしばその名前が散見される。
ポウ
大会の参加者の一人で、何かとカスタムたちと出会う機会が多い。ある目的のためにパートナーのクララと闘神大会に出場し、運と根性で勝ち進む。もともとは頼りない性格だったが、大会終盤で女悪魔セルジィと契約して性格が急変する。
ラグナスター
年配の魔法使い。ドギに叩きのめされたカスタムを救い、カスタムに魔法を習得させるきっかけを与えた。娘のナオを女にする必要があったことから、ナオをパートナーとして闘神大会に出場する。
アーサー
闘神大会の出場者の一人。パートナーのミーナが行方不明になったため、彼女を探しに迷宮に入り、負傷したところをカスタムに助けられる。
ミーナ
闘神大会の出場者であるアーサーのパートナー。後に人身売買に巻き込まれる。
ライピラキ
闘神大会に出場する弓の名手で、ドラゴンに変身するライカンスロープ。パートナーはアミガ。
やよい
闘神大会に出場する忍者（くのいち）で、一回戦でランスと当たる。後に仲間（NPC）となる。
雪風
やよいの侍女。地下迷宮の6階で捕まっているところをカスタムに助けられる。2回目に助けられた際にやよいの弱点を話してしまう。
ロリ
闘神大会に出場するアイドル歌手で、魔法も使う。後に仲間（NPC）となる。
モーリス
闘神大会に出場する女戦士。実力はあるが、迷宮でポウをいじめるなど性格が悪い。
ダリス
女悪魔。同類のセルジィと対決するため、カスタムの心に入り込んで一時期行動を共にする。
KASUMI
闘神を陰で操っていた女。YORAの娘で、YORA復活を目論む。
MIKA
KASUMIと同じくYORAの娘で、闘神を一撃で倒すほどの実力の持ち主。カスタムに興味を持つ。
ラセリア
カスタムのレベル神。
ランス
闘神大会出場の戦士。本編では名前のみのゲスト出演だったが、「ヒントDISK」収録の『ランス外伝（闘神都市）』で主人公となる。

### III
ナクト・ラグナード
主人公。闘神大会に出場し優勝後に失踪した父の消息を追い、闘神大会に出場することを決意する。
羽純・フラメル
ナクトの幼なじみでパートナー。付与魔法と呼ばれる能力を使う付与師の見習いで、ナクトの剣を強化する。
世界のバグともいうべき「拡張付与能力」を持っている。この能力を用いれば、命がある限りどこまでも強くなり続けることができるが、本当にそれが良い事なのか思い悩んでいる。
レメディア・カラー
異種族カラーの剣士。ナクト・羽純がまだ幼かった頃に友人となった。闘神大会に出場し、ナクトたちと再会することになる。ナクトの憧れの女性。
闘神 レグルス・ラグナード
ナクトの父親。5年前の大会優勝後に「近々帰る」という連絡があったのを最後に失踪した。蛇腹剣の使い手。ナクトと再会した彼は、花屋の母娘を凌辱したり、マルデを犯すなど蛮行を行っていた。
闘神 ボルト・アーレン
2年前の闘神大会優勝者。美形の剣士で女性ファンが多い。より強い敵と戦うために、強くなり続けることを望んでいる。
十六夜 幻一郎（いざよい げんいちろう）
闘神大会出場者の一人。優秀な忍者で、動きが素早く物理攻撃のほとんどをかわしてしまう。正義感が強く、街や迷宮で困っている人がいると、トランペットを吹きながら駆けつけてこれを助け、「忍者仮面」と名乗って去ってゆく（ちなみに仮面は被っていない）。
十六夜 桃花（いざよい とうか）
声：榊原ゆい
幻一郎の妹でパートナー。兄にべったりで、さながらバカップルのよう。くのいちの修行のために処女を捨てようと思っており、最初の相手は幻一郎にしてほしいと思っているが、それだけは拒否されている。
十六夜 燐花（いざよい りんか）
幻一郎の妹で二人目のパートナー。幻一郎にはさらに10人の妹がいるらしい。
ナミール・ハムサンド
闘神大会出場者の一人で、パートナーを兼ねている。「フォームチェンジ」の掛け声により、特殊な魔法を使うマジックフォームと、二刀流のソードフォームを切り替えて戦う。どちらも一流の実力を誇る上にパートナーを兼任できる美少女であるため、一躍人気者となる。フォームチェンジにより性格まで変わり、マジックフォーム時は「ぽやぽや」とした天然不思議少女で、ソードフォーム時は広場の出店を全部制覇すると息巻く食欲旺盛元気少女。
マダラガ・クリケット
闘神大会出場者の一人で、様々な能力を持つムシたちを使役できるムシ使い。残忍な性格で、対戦相手を惨殺してそのパートナーを手酷く陵辱する。強くなり続けることを望んでおり、そのためには手段を問わない。
アザミ・クリケット
マダラガのパートナー。姓は同じだが血縁ではなく、マダラガからは道具だと言い聞かされている。ほとんど無感情で無関心。後にナクトのパートナーとして参加する事になる。
アジマフ・ラキ
闘神大会出場者の一人。ナクトと同年代の少年で何かとナクトに競争意識を持ち、子供のような低レベルの争いを繰り広げる。シスコンで姉には頭が上がらない。
ぶるま大使
敬虔な「ぶるま教」の信者で、無理強いはしないながらも、布教目的で大会に参加している。普段は物静かで紳士的な態度だが、試合になると豹変する。
フィオリ・ミルフィオリ
闘神大会観戦に訪れているお嬢様。ナクトに興味を持ち、気まぐれに困らせたり助けたりする。
シン・ビルニー
都市長で闘神大会の開催者。毎年、闘神大会を開催して闘神を生み出すのにはある目的があった。
クミコ
ナクトのレベル神。『I』のヒロインと同名で容姿も似ている。彼氏がいる。なお、闘神大会参加者には『II』のヒロインと同名の瑞原葉月もいるが、こちらは名前だけの存在である。
白井カタナ
長刀使い。黒髪の美少女。禁欲的な性格だが、父の仇の手がかりをつかむため、妹のクナイをパートナーとして出場した。しかし、マダラガに敗北。妹の身を守るために自らの身体を差し出す。ナクトら群衆が見ている前で、マダラガに凌辱されて処女を失った。そのうえ約束を破られて妹のクナイもレイプされ、二人とも蟲に弄ばれた。
白井クナイ
カタナの妹にしてパートナー。姉を慕う優しい性格。マダラガにカタナが敗北した結果、姉の願いむなしく凌辱され、精神を崩壊させて自ら腰をふるようになってしまった。
アオイ
マダラガの対戦相手のパートナー。青い髪の利発そうな少女。広場にて大勢の男に輪姦された。
ハナコ
マダラガの対戦相手のパートナーの少女。銀色の髪をツインテールに結っている。マダラガの蟲によって激しい凌辱を受け、身体中のあらゆる場所を汚された。その姿はナクトに衝撃を与えた。
カラーの少女
ある目的のために大勢の男によって路地裏で輪姦されていた。ナクトが目撃したときすでにその体は精液にまみれており、精神も半壊していた。ナクトは救うことができず、彼女は殺害され、ナクトにショックを与えた。
ポロロム・グライコ
迷宮のなかで倒れた人々を弔う金髪の修道女。しかし、ゾンビに輪姦されて処女を失い、ナクトに助けられた。だが、そのショックで精神を病み、自ら大勢の男性に性的奉仕を行うようになる。
夢色・パニィ
闘神大会の賭博場の司会の女性、陽気で優しい性格でナクトにも親切。闘神クランクの横暴によって路上でレイプされた。のちにナクトを誘惑する。
マルデ・カテナイ
ナクトの泊まる宿の若き女主人。朗らかな性格。なぜか狐耳がついているが、本人に理由を聞くと笑って誤魔化される。レグルスによって宿において凌辱されてしまう。
のぞみ
マルデの宿にいるメイド。マルデとともにレグルスに凌辱され、裸同然の姿で路上を彷徨していた。のちに酒場においてもレグルスに調教されてしまう。
ナナ・D・タタール
高飛車だが美貌の令嬢。闘神大会の結果によるトトカルチョを好む。その結果、トトカルチョで大敗北し、破産した。メイドのスエとともに身売りさせられ、家畜のように犯された。
スエ・オサンドン
ナナのそばにいるピンク色の髪のメイド。なまりが強い。ナナに巻き添えとなり、レイプされた。
鉄騎臣
闘神大会の参加者。実の娘同然の京子をパートナーとしている。病死してしまい、京子をナクトに託した。しかし、ゾンビとして復活し、自らが大切にしていた京子を犯してしまう。
神楽坂京子
鉄のパートナーの黒髪の少女。セーラー服を着ている。ナクトに助けられて親しくなるも、ナクトの眼前で鉄に凌辱されて処女を失う。

## 関連商品

### カードゲーム
Lycee
シルバーブリッツのトレーディングカードゲーム、Lyceeに参戦している。収録エキスパンションは、Alicesoft1.1など。

### 小説
1999年5月10日にワニブックス〈CaRROT NOVELS〉から著：もやひなた、イラスト：田中ユタカで『闘神都市 紅の記憶編』が刊行されている（全1巻）。ゲームとは別物のオリジナルストーリーである。
- 『闘神都市 紅の記憶編』（ワニブックス、1999年5月10日発売）ISBN 4-8470-3310-8

また、『闘神都市III』の小説が2009年10月5日にハーヴェスト出版〈ハーヴェストノヴェルズ〉より発売された。著：高橋恒星、イラスト：あるぴーぬで、同社初の18禁指定のジュブナイルポルノである。
- 『闘神都市III』（ハーヴェスト出版、2009年10月5日発売）ISBN 978-4-434-13631-3

### 漫画
- 『闘神都市III コミックアンソロジー』（一迅社、2009年2月25日発売）ISBN 978-4-7580-0482-4
- 『闘神都市III コミックアンソロジー vol.2』（一迅社、2009年4月25日発売）ISBN 978-4-7580-0489-3

2010年から2016年にかけて電撃G's Festival! COMICにおいて作画：矢吹豪によって漫画版が連載された。単行本はアスキー・メディアワークス〈電撃コミックス〉から発売されている（全6巻）。
- 『闘神都市III (1)』2010年3月27日発売 ISBN 978-4-04-868513-9
- 『闘神都市III (2)』2011年1月27日発売 ISBN 978-4-04-870250-8
- 『闘神都市III (3)』2012年3月27日発売 ISBN 978-4-04-886507-4
- 『闘神都市III (4)』2013年4月27日発売 ISBN 978-4-04-891581-6
- 『闘神都市III (5)』2014年10月27日発売 ISBN 978-4-04-866952-8
- 『闘神都市III (6)』2016年2月27日発売 ISBN 978-4-04-865731-0

### ゲーム攻略本
- 『闘神都市III SPECIAL PLAYING GUIDE BOOK』（TECH GIAN 2009年1月号付録）
- 『闘神都市III 攻略指南書 〜闘神への道〜』（電撃姫 2009年2月号付録）

### ビジュアルファンブック
- 『闘神都市III ビジュアルファンブック』（エンターブレイン、2009年4月10日発売）ISBN 978-4-7577-4862-0

### 雑誌記事
- 『美少女ゲーム最前線 パート5』辰巳出版、1991年11月1日。
  - 「季刊ピ〜イング創刊号 開発秘話『ソフトハウスきらめきの日々』オレンジハウス、98-99頁。
- 『MSXマガジン』1992年4月号、アスキー、1992年4月1日。

### 闘神都市関連
- 『トクマ・インターメディア・ムック アリスソフト美少女アルバム』徳間書店
- メガストア編集部編『アリスソフト公式完全必勝ガイド』白夜書房
- アリスソフト監修『ALICEの館4・5・6オフィシャルガイド』ソフトバンク